# 田村顕彰
田村 顕彰（たむら あきえだ、生没年不明）は、江戸時代後期から幕末の旗本。一関藩主家分家の旗本田村家第7代当主。通称は数馬、隼人。官位は従五位下・伊勢守、のち伊予守。養父は田村顕承。実父は本家一関藩主田村村資。実兄は仙台藩主伊達斉義。正室は糸魚川藩主松平直紹の娘。子は田村顕謨（主馬）。家禄は蔵米700俵、のち2000俵。
京都町奉行や江戸幕府大目付、御三卿田安徳川家家老などを勤める。

## 生涯
須原屋茂兵衛蔵版武鑑の一関藩主田村家系図などでは、田村村資の子、伊達斉義の弟とされる。仙台藩主伊達慶邦の叔父にあたり、実父・村資の正室は脇坂安親の娘で脇坂安董の妹であった。なお、江戸城多門櫓文書では、実祖父を「田村信大夫」としている。
一関藩主は田村宗顕が相続していたこともあり、文化3年12月26日（1806年2月14日）に養父・田村顕承の家督を相続して小普請入りする。文政4年（1821年）に書院番士になり、文政6年（1823年）に進物番となる。
天保5年（1834年）に小十人頭となって布衣を許可される。天保7年（1836年）に西の丸目付となる。なお、実父の姻戚にあたる脇坂安董は同年に西の丸老中格となっている。
天保9年（1838年）に禁裏付となり京都へ上り、天保13年（1842年）には京都町奉行に就任した。仁孝天皇が崩御した弘化3年（1846年）に江戸にもどって作事奉行に就任し、嘉永6年（1853年）には勘定奉行に転じる。
安政2年（1855年）に御三卿の田安徳川家徳川慶頼の家老に就任する。その後、安政4年（1857年）に大目付兼分限帳改へ異動となって、翌安政5年5月（1858年）には大目付兼宗門改となるが、同年8月に慶頼が徳川家茂の将軍後見職となると、顕彰は田安家家老に再任となる。
分家田村家の家禄は本家一関藩からの内分分知700俵であったが、万延元年（1860年）に一関藩主田村通顕より追加の内分分知を受けて家禄2000俵となる。また、同年に田安徳川家家老を退いて西丸留守居となる。
文久2年（1862年）に西丸留守居を辞任する。ちなみに翌文久3年（1863年）に子の顕謨が小納戸から使番に転じている。

## 登場作品

### テレビドラマ
- 「江戸を斬る」（TBS / C.A.L）
  - 「江戸を斬るV」（第8話「おゆきに似てた娘掏摸」・1980年4月7日・ 演： 幸田宗丸）